# Pêro Pinheiro
Pêro Pinheiro è una ex freguesia (letteralmente, in italiano, "parrocchia") della municipalità portoghese di Sintra, di 2 711 abitanti (dati al 2011) su una superficie complessiva di circa 16 km².

## Geografia fisica

### Territorio
Pêro Pinheiro fu elevata a freguesia, staccandosi dalla freguesia Montelavar, l'11 marzo 1988. Vi appartengono le località di Cortegaça, Granja do Marquês, Morelena, Pêro Pinheiro e Fação; Pêro Pinheiro ne è diventata capoluogo (vila) il 30 giugno 1989. La ricchezza in marmi e graniti permette l'esistenza di circa 300 piccole estrattive nel territorio. In località Granja do Marquês si trovano fin dagli anni trenta tre unità della Força Aérea Portuguesa.